# باربرا أروسميث يونغ
باربرا أروسميث يونغ هي مؤلفة ورائدة أعمال كندية، ولدت في 28 نوفمبر 1951 في تورونتو في كندا.

## وصلات خارجية
- ["Coltheart, Max [https://www.docdroid.net/ssmu/neuromyths-pdf "Neuromyths